# Sub condicione
Sub condicione o sub conditione è una locuzione latina utilizzata nel linguaggio giuridico ed ecclesiastico che significa letteralmente sotto la condizione. 
Un evento sub condicione indica che viene accettato ad una data condizione, esprimendo una riserva.